# 김현빈 (바둑 기사)
김현빈(金賢斌, 2004년 7월 21일 ~ )은 대한민국의 바둑 기사이다.

## 약력
경기도 군포 출신으로 바둑기사 김승준의 아들이다. 진석바둑도장에서 전영규 사범의 바둑 지도를 받았다. 문체부장관배 우승에 이어 2020년 대한체육회장배 고등부에서 우승을 차지했다. 2021년 7월, 제148기 일반입단대회를 통해 허영락, 임상규, 이의현, 임진욱과 함께 프로바둑에 입단했다. 2022년에 2단과 3단으로 승단했다.